# Episteme lambertiana
Episteme lambertiana är en fjärilsart som beskrevs av Jean Baptiste Boisduval 1874. Episteme lambertiana ingår i släktet Episteme och familjen nattflyn. Inga underarter finns listade i Catalogue of Life.